# Пашков, Павел Павлович
Па́вел Па́влович Пашко́в (21 декабря (9 декабря) 1872, Москва – 17 мая 1952, Москва) – художник, педагог, библиотечный и общественный деятель, один из создателей Факультета художественного оформления тканей Московского текстильного института, профессор (1939). Работал в области декоративного рисунка, книжной и промышленной графики, станковой живописи.

## Биография
Родился в семье московского цехового живописного цеха, владельца художественно-живописной, иконописной, иконостасной и художественно-декоративной мастерской, мещанина Павла Павловича Пашкова. Как старший сын получил при рождении родовое имя «Павел». В 1890 г. окончил полный курс Строгановского центрального училища технического рисования со званием ученого рисовальщика. Учился у М.В.Васильева, С.Ф.Щеголева и Ф.И.Ясновского. Был оставлен в училище, где с 1891 по 1918 гг. прослужил преподавателем учебного рисунка с живой натуры, цветов, натюрморта, вел курс стилизации и занятия по классу «Русский стиль» (совместно с А.П.Барышниковым). Одновременно с педагогической деятельностью он в разные годы состоял членом учебного комитета училища (1900 г.), учебным секретарем (с 1903 г.), заведующим учебной художественной частью «Строгановки» (с 1907 по 1918 гг.).
С 1895 по 1913 гг. девять раз совершил поездки за границу для изучения памятников искусства и постановки художественно-промышленного образования, в ходе которых посетил Австрию, Венгрию, Германию, Грецию, Египет, Италию, Турцию, Францию, Швейцарию и другие страны.
За годы преподавательской деятельности П.П.Пашков дослужился до звания статского советника (1907 г.), за безупречную службу был награжден орденами Св.Станислава III и II степени, Св.Анны III степени. В 1900 г. на Всемирной выставке в Париже был отмечен бронзовой медалью за труды по художественно-промышленному образованию. Среди его учеников такие видные представители отечественного изобразительного и декоративно-прикладного искусства, как Ф.Ф.Федоровский, С.В.Герасимов, А.П.Барышников, В.М.Ходасевич, З.Д.Кашкарова и С.В.Ильинская, искусствовед Н.Н.Соболев и многие другие.
С 1896 г. состоял председателем специальной комиссии по рисованию при Политехническом музее в Москве, позднее товарищем председателя и членом редакции «Известий» Общества преподавателей графических искусств. Выступал с докладами по вопросам художественно-промышленного образования на московском и петербургском съездах Русского технического общества, на Всероссийском съезде художников в Санкт-Петербурге (1911-1912).
С 1918 по 1929 гг. П.П.Пашков преподавал в Московском педагогическом техникуме. Одновременно в 1921-1923 гг. вел занятия по истории изобразительного искусства, элементам живописи и истории костюма в Высших театральных мастерских академического Малого театра. Позднее читал курсы истории костюма в ГИТИСе им.Луначарского, студии им.Немировича-Данченко при Московском художественном академическом театре, в Московском художественном институте имени В. И. Сурикова, в Большом и Малом театрах.
В 1924 г. поступил в Академическую библиотеку Малого театра, где проработал 28 лет - до 1952 г, с перерывом на эвакуацию в военные годы. В библиотеке заведовал отделом костюма, грима и бутафории (1925-1926 гг.), отделами истории костюма, грима, бутафории и декоративного искусства (1928-1929 гг.). С 1930/1934 по 1941 гг. руководил Отделом внешнего оформления спектаклей, зрелищ, празднеств, гуляний, клубных и эстрадных постановок. В 1941–1942 гг. находился в эвакуации с Малым театром в г. Челябинск. С 1947 по 1952 гг. состоял внештатным консультантом по костюму и другим вопросам внешнего оформления спектакля Государственной центральной театральной библиотеки. К консультациям П.П.Пашкова при подготовке театральных постановок обращались такие выдающиеся деятели театра, как М.П.Бобышов, П.В.Вильямс, Б.И.Волков, А.Д.Гончаров, Ю.А.Завадский, Е.Е.Лансере, И.М.Рабинович, В.А.Симов, И.Я.Судаков, К.С.Станиславский, А.Б.Телингатер, А.Г.Тышлер, Н.П.Хмелев, К.Ф.Юон и многие другие постановщики и художники театра. 
С 1930 г. П.П.Пашков преподает в Московском текстильном институте на факультете художественного оформления тканей, читает курс истории стилей костюма и текстильного рисунка. С 1937 по 1952 гг. заведует в институте кафедрой специальной композиции. В 1939 г. утвержден в звании профессора. Среди его учеников - выпускников Московского текстильного института такие известные художники по костюму в кино, как О.С.Кручинина и Г.В.Ганевская. С 1941 г. преподавал историю искусства и костюма в Театральном училище им.Щепкина.
В течение многих лет П.П.Пашков принимал участие в заседаниях художественных советов: Главного управления шелковой промышленности, Главного управления хлопчатобумажной промышленности, Всесоюзного дома моделей, Московского универмага. В послевоенные годы был заместителем председателя Секции художественного оформления тканей и моделирования Технического совета при Министерстве легкой промышленности СССР, вошел в состав Ученого совета Художественно-промышленного училища (бывшего Строгановского).
Умер 17 мая 1952 года, похоронен в Москве на Введенском кладбище (участок 8).

## Семья
Отец:
Павел Павлович Пашков (1847 - 1899) - ремесленник-живописец, выходец из мещан г.Воскресенска.
Мать:
Анна Афанасьевна Пашкова (1856 - 1904) - домашняя хозяйка.
Братья:
- Иван Павлович Пашков (1878 - 1952) - художник, педагог.
- Николай Павлович Пашков (1880 - 1961) - художник, иконописец, педагог.
- Георгий Павлович Пашков (1887 -  1925) - художник-график, придворный иконописец, автор первых почтовых марок СССР.

Жена:
Елизавета (Эльза) Петровна (Пирсовна) Пашкова (ур. Шванк, 1875 - ?). Брак был заключен в 1897 г.
Сын:
Павел Павлович Пашков (1898 - ?) - подполковник, служащий Управления военных сообщений. Первым браком был женат на Ирине Федоровне Шаляпиной (1900 - 1978)
Сноха:
Мария Марковна Калик-Пашкова (1903 - 1982) - артистка Малого театра.
Внук:
Павел Павлович Пашков (1937 - 2007)

## Выставки
Участник художественных выставок Товарищества художников передвижных выставок (1907-1910), Московского товарищества художников, «Современное творчество – художники Москвы жертвам войны» (1914-1915 гг.), памяти А.Н.Островского в Доме актера и др. За годы творческой карьеры было организовано и несколько персональных выставок П.П.Пашкова, четыре из которых (в 1927 – 1930-х гг.) прошли в Государственной театральной библиотеке. Последняя прижизненная выставка состоялась в 1948 г. в музее Московского текстильного института к 75-летию со дня рождения художника.

## Наследие
Из своих графических работ послереволюционного периода П.П.Пашков выделял серии зарисовок с натуры «без ведома натуры», выполненных в Москве в 1927-1930 гг. Более 1000 его рисунков хранится ныне в Центре визуальной информации Российской государственной библиотеки искусств (РГБИ). Крупные коллекции графики художника находятся также в Российском государственном архиве литературы и искусства (РГАЛИ), Национальном музее изобразительного искусства Республики Молдовы и в частном собрании. Несколько работ находятся в Государственной Третьяковской галерее, Иркутском областном художественном музее им. В.П. Сукачева, Государственном мемориальном и природном музее-заповеднике А.Н. Островского "Щелыково" и Киевской картинной галерее. Отдельные произведения живописи - в Государственном мемориальном и природном музее-заповеднике А.Н. Островского "Щелыково" и Государственном Владимиро-Суздальском историко-архитектурном и художественном музее-заповеднике.
Личные архивные фонды:
РГАЛИ. Ф.2716 (Пашков Павел Павлович). Документы за 1904-1953 гг.
РГБИ, Отдел архивных материалов. Ф.14 (Пашков Павел Павлович). Документы за 1890 - 1950-е гг.

## Память
В 1953 г. Московский союз художников устроил выставку живописи и рисунков П.П.Пашкова.
10 июня 1953 г. в Строгановском училище состоялся вечер памяти П.П.Пашкова.